# Ризиконавти
«Ризиконавти» — антологія науково-фантастичних оповідань видавництва «Веселка», серії «Пригоди. Фантастика» (заснована 1960 року), присвячених змалюванню поведінки людини в екстремальних умовах.
Кожен автор по-своєму розкриває цю тему, але всіх їх єднає одне: щоб вижити в критичній ситуації, людина має проявити максимум відваги, мужності і людяності.

## Зміст
1. «Я, БМ-115-Х…» — Ігор Росоховатський, оповідання
2. «Хамсин» — Віктор Савченко, оповідання
3. «Живий рис» — Олександр Тесленко, оповідання
4. «Світове зло» — Володимир Заєць, оповідання
5. «Рейс тютюнового контрабандиста» — Борис Штерн, оповідання
6. «Метапрограма» — Світлана Ягупова, оповідання
7. «Нудна розмова на світанку» — Володимир Михайлов, оповідання
8. «Берег сонця» — Володимир Щербаков, оповідання
9. «Допінг» — Михайло Ларін, оповідання
10. «Десантник» — Людмила Козинець, оповідання
11. «Не камінь» — Леонід Панасенко, оповідання
12. «Людина зоряна» — Володимир Заліський, оповідання
13. «Каліюга» — Василь Головачов, повість
14. «Зустрічники» — Володимир Савченко, повість